# Соломіна Ольга Миколаївна (географ)
Ольга Миколаївна Соломіна (* 21 грудня 1956, Москва, РРФСР) — російський гляціолог, член-кореспондент Російської академії наук, директор Інституту географії РАН, член-кореспондент РАН (2003) по секції океанології, фізики атмосфери та географії, професор. Член Російського національного комітету Міжнародного географічного союзу, Віцепрезидент Міжнародної геосферно-біосферної програми, Віцепрезидент Міжнародної асоціації кріосферних наук, професор Томського державного університету.
Лауреат Нобелівської премії миру у складі Міжурядової групи експертів з питань зміни клімату.

## Напрямки наукової діяльності
Палеокліматологія, коливання льодовиків в голоцені, деревно-кільцевий аналіз, датування морен, реконструкція стихійно-руйнівних процесів в горах. Райони робіт: Кавказ, Тянь-Шань, Алтай, Крим, Урал, Далекий Схід, Арктика і Антарктика, Російська рівнина. 
Опублікувала більш як 150 наукових праць, приблизно третина з яких – у міжнародних високорейтингових журналах (Nature Geoscience, Climate in the past, Arctic, Antarctic, and Alpine Research, Climatic Change, Quaternary Science Reviews, Global and Planetary Change та ін.)

## Громадянська позиція
У березні 2014 року, після російської інтервенції в Україну, разом з рядом інших відомих діячів науки та культури Росії висловила свою незгоду з політикою російської влади в Криму. Позиція викладена у відкритому листі.
Активно займається популяризацією науки. У 2019 році стала лауреатом премії журналу Cosmopolitan «Сила в жінці» у номінації «Наука». 
Підписала відкритого листа російських науковців та наукових журналістів проти Російського вторгнення в Україну 2022 року.